# Trofeo Matteotti 1951
Il Trofeo Matteotti 1951, settima edizione della corsa, si svolse il 25 aprile 1951 su un percorso di 215 km. La vittoria fu appannaggio dell'italiano Elio Brasola, che completò il percorso in 6h20'20", precedendo i connazionali Rinaldo Moresco e Remo Sabatini.

## Ordine d'arrivo (Top 10)
| Pos. | Corridore          | Squadra          | Tempo    |
| ---- | ------------------ | ---------------- | -------- |
| 1    | Elio Brasola       | Wilier Triestina | 6h20'20" |
| 2    | Rinaldo Moresco    | Wilier Triestina | s.t.     |
| 3    | Remo Sabatini      | Bartali          | s.t.     |
| 4    | Luciano Chiti      | Welter-Ursus     | s.t.     |
| 5    | Franco Franchi     | Ganna-Ursus      | s.t.     |
| 6    | Ersilio Dordoni    | Arbos            | s.t.     |
| 7    | Bruno Pontisso     | Arbos            | s.t.     |
| 8    | Livio Isotti       | Arbos            | s.t.     |
| 9    | Giuseppe Petrocchi |                  | s.t.     |
| 10   | Settimio Simonini  | U.S. Aullese     | s.t.     |